# Tour de France 2004/10. Etappe
Die zehnte Etappe der Tour de France 2004 führte die Fahrer von Limoges nach Saint-Flour. Waren die bisherigen neun Etappen – mit Ausnahme des Mannschaftszeitfahrens – allesamt eher auf die Sprinter zugeschnitten, so war die 10. Etappe die erste Bergetappe der Tour. Mit neun Bergwertungen der 4. bis zur 1. Kategorie stellte sie die bisher schwerste, und – mit 237 km – zugleich die längste Etappe der gesamten Tour dar. Bei Kilometer 173,5 wartete auf das Feld der Col du Pas de Peyrol (Puy Mary), ein 1589 Meter hoher Berg der 1. Kategorie.
Schon kurz nach dem Start kam es zu einer Attacke von Halgand, der Mori folgte. Mit der Zeit wuchs die Spitzengruppe auf sechs Fahrer an. Unterdessen verfolgten Virenque und García Acosta die Spitzengruppe. Später konnten sich Virenque und Axel Merckx von der Gruppe absetzen, außerdem folgte ihnen zu Anfang Sylvain Chavanel, der jedoch nicht mehr mithalten konnte. Nach dem sehr unruhigen Start kam es auf dem Teilstück zwischen der ersten und zweiten Bergwertung zu einer eher ruhigen Phase.
Bei allen Bergen blieben die Topfavoriten zusammen und belauerten sich gegenseitig. Lediglich beim Col du Pas de Peyrol versuchte Roberto Heras davonzukommen, was ihm jedoch nicht gelingen sollte. Außerdem konnte Axel Merckx mit Richard Virenque nicht mehr mithalten und musste abreißen lassen. Virenques Vorsprung betrug maximal über zehn Minuten vor der Gruppe der Favoriten.
Virenque schaffte es mit einem Vorsprung von einigen Minuten als Erster ins Ziel. Den Sprint des verbliebenen Feldes gewann Andreas Klöden vor Erik Zabel. Bei diesem Sprint kam es zu einem Loch im verbliebenen Feld, wodurch Fahrer wie Tyler Hamilton, Gilberto Simoni und auch Roberto Heras sieben Sekunden auf Klöden, Francisco Mancebo, Lance Armstrong, Iban Mayo und Jan Ullrich sowie noch Ivan Basso verloren.

## Zwischensprints

### Zwischensprint 1 inLa Croisille-sur-Briance(32,5 km)
| Erster  | Danilo Hondo, 6 P. und 6 s |
| Zweiter | Janek Tombak, 4 P. und 4 s |
| Dritter | Jens Voigt, 2 P. und 2 s   |

### Zwischensprint 2 inLapleau(106,5 km)
| Erster  | Axel Merckx, 6 P. und 6 s      |
| Zweiter | Richard Virenque, 4 P. und 4 s |
| Dritter | Thierry Marichal, 2 P. und 2 s |

## Bergpreise

### Bergpreis 1
| Le Mont Gargan, Kategorie 4 |                            |
| Erster                      | Richard Virenque, 3 Punkte |
| Zweiter                     | Axel Merckx, 2 Punkte      |
| Dritter                     | Sylvain Chavanel, 1 Punkt  |

### Bergpreis 2
| Col de Lestards, Kategorie 3 |                            |
| Erster                       | Richard Virenque, 4 Punkte |
| Zweiter                      | Axel Merckx, 3 Punkte      |
| Dritter                      | Paolo Bettini, 2 Punkte    |
| Vierter                      | Christophe Moreau, 1 Punkt |

### Bergpreis 3
| Côte de Saint-Yrieix-le-Déjalat, Kategorie 3 |                            |
| Erster                                       | Richard Virenque, 4 Punkte |
| Zweiter                                      | Axel Merckx, 3 Punkte      |
| Dritter                                      | Paolo Bettini, 2 Punkte    |
| Vierter                                      | Christophe Moreau, 1 Punkt |

### Bergpreis 4
| Côte de Soursac, Kategorie 3 |                            |
| Erster                       | Richard Virenque, 4 Punkte |
| Zweiter                      | Axel Merckx, 3 Punkte      |
| Dritter                      | Paolo Bettini, 2 Punkte    |
| Vierter                      | Christophe Moreau, 1 Punkt |

### Bergpreis 5
| Côte de Chalvignac, Kategorie 3 |                            |
| Erster                          | Richard Virenque, 4 Punkte |
| Zweiter                         | Axel Merckx, 3 Punkte      |
| Dritter                         | Paolo Bettini, 2 Punkte    |
| Vierter                         | Christophe Moreau, 1 Punkt |

### Bergpreis 6
| Col de Néronne, Kategorie 2 |                             |
| Erster                      | Richard Virenque, 10 Punkte |
| Zweiter                     | Axel Marckx, 9 Punkte       |
| Dritter                     | Paolo Bettini, 8 Punkte     |
| Vierter                     | Christophe Moreau, 7 Punkte |
| Fünfter                     | Walter Bénéteau, 6 Punkte   |
| Sechster                    | Laurent Dufaux, 5 Punkte    |

### Bergpreis 7
| Col du Pas de Peyrol, Kategorie 1 |                             |
| Erster                            | Richard Virenque, 15 Punkte |
| Zweiter                           | Axel Merckx, 13 Punkte      |
| Dritter                           | Denis Menchov, 11 Punkte    |
| Vierter                           | Francisco Mancebo, 9 Punkte |
| Fünfter                           | Thomas Voeckler, 8 Punkte   |
| Sechster                          | Jan Ullrich, 7 Punkte       |
| Siebter                           | Michael Rasmussen, 6 Punkte |
| Achter                            | Lance Armstrong, 5 Punkte   |

### Bergpreis 8
| Col d’Entremont, Kategorie 3 |                             |
| Erster                       | Richard Virenque, 4 Punkte  |
| Zweiter                      | Axel Merckx, 3 Punkte       |
| Dritter                      | Christophe Moreau, 2 Punkte |
| Vierter                      | Michael Rogers, 1 Punkt     |

### Bergpreis 9
| Col de Prat de Bouc, Kategorie 2 |                                |
| Erster                           | Richard Virenque, 20 Punkte    |
| Zweiter                          | Axel Merckx, 18 Punkte         |
| Dritter                          | Juan Miguel Mercado, 16 Punkte |
| Vierter                          | Christophe Moreau, 14 Punkte   |
| Fünfter                          | Francisco Mancebo, 12 Punkte   |
| Sechster                         | Floyd Landis, 10 Punkte        |